# Zdołbica (rejon dubieński)
Zdołbica (ukr.  Здовбиця) – wieś na Ukrainie w rejonie dubieńskim obwodu rówieńskiego.
W 2001 roku liczyła 315 mieszkańców.